# Paranthrene robinae
Paranthrene robinae is een vlinder uit de familie van de wespvlinders (Sesiidae). De wetenschappelijke naam van de soort is voor het eerst geldig gepubliceerd in 1880 door Edwards.